# Јакоб Бернули
Јакоб Бернули (Базел, 27. децембар 1654 — Базел, 16. август 1705), познат и као Жак Бернули, је швајцарски математичар и научник и старији брат Јохана Бернулија.
Јакоб Бернули је срео Роберта Бојла и Роберта Хука на путу у Енглеску 1676. године, након ког је посветио живот науци и математици. Био је професор математике на Универзитету у Базелу од 1687. године. Његов докторат Ars Conjectandi је био преломна тачка у развоју теорије вероватноће. Објављен је осам година након његове смрти 1713. године.
Он је био рани заговорник Лајбницовог рачуна и стао на страну са Готфридом Лајбницом током контроверзе о Лајбниц-Њутновом рачуну. Познат је по својим бројним доприносима калкулусу, а заједно са братом Јоханом, био је један од оснивача варијационог рачуна. Такође је открио основну математичку константу e. Међутим, његов најважнији допринос био је у области вероватноће, где је извео прву верзију закона великих бројева у свом делу Ars Conjectandi.

## Биографија
Јакоб Бернули је рођен у Базелу, Швајцарска. По очевој жељи студирао је теологију и ступио на службу. Али супротно жељама својих родитеља,  он је такође студирао математику и астрономију. Путовао је широм Европе од 1676. до 1682. године, учећи о најновијим открићима у математици и науци под водећим личностима тог времена. Ово је укључивало радове Јоханеса Худеа, Роберта Бојла и Роберта Хука. Током тог времена је такође произвео нетачну теорију комета.
Бернули се вратио у Швајцарску и почео да предаје механику на Универзитету у Базелу од 1683. Његова докторска дисертација Решење проблема триплекса поднета је 1684. Појавила се у штампи 1687. године.
Године 1684. Бернули се оженио Јудитом Ступанус. Они су имали двоје деце. Током ове деценије, започео је и плодну истраживачку каријеру. Његова путовања су му омогућила да успостави преписку са многим водећим математичарима и научницима своје ере, коју је одржавао током свог живота. За то време проучавао је нова открића у математици, укључујући De ratiociniis in aleae ludo Кристијана Хајгенса, Декартову Геометрију и радове Франса ван Шотена. Такође је проучавао Ајзака Бароуа и Џона Волиса, што је довело до његовог интересовања за инфинитезималну геометрију. Осим ових, између 1684. и 1689. откривени су многи резултати који су требали да сачине Ars Conjectandi.
Постављен је за професора математике на Универзитету у Базелу 1687. године, остајући на овој функцији до краја живота. У то време је почео да подучава свог брата Јохана Бернулија о математичким темама. Два брата су почела да проучавају рачун како га је представио Лајбниц у свом раду из 1684. о диференцијалном рачуну у „Новим методима за максимум и минимум“, објављеном у Acta Eruditorum. Такође су проучавали публикације фон Чирнхауса. Треба имати у виду да су Лајбницове публикације о калкулусу биле веома нејасне математичарима тог времена и да су Бернулијеви били међу првима који су покушали да разумеју и примене Лајбницове теорије.
Јаков је сарађивао са својим братом на разним применама рачуна. Међутим, атмосфера сарадње између два брата претворила се у ривалство како је Јоханов сопствени математички гениј почео да сазрева, при чему су обојица нападали један другог у штампи и постављали тешке математичке изазове да тестирају своје вештине. До 1697. однос је потпуно прекинут.
Месечев кратер Бернули је такође назван по њему заједно са његовим братом Јоханом.

## Важна дела
Први важни доприноси Јакоба Бернулија били су памфлет о паралелама логике и алгебре објављен 1685. године, рад о вероватноћи 1685. и геометрији 1687. Његов геометријски резултат дао је конструкцију која дели било који троугао на четири једнака дела са две управне праве.
До 1689. он је објавио важан рад о бесконачним редовима и објавио је свој закон великих бројева у теорији вероватноће. Јакоб Бернули је објавио пет расправа о бесконачним серијама између 1682. и 1704. Прве две од њих су садржале много резултата, као што је фундаментални резултат да{\displaystyle \sum {\frac {1}{n}}} дивергира, за које је Бернули веровао да су нови, али их је заправо доказао Пиетро Менголи 40 година раније. Бернули није могао да пронађе затворену форму за {\displaystyle \sum {\frac {1}{n^{2}}}}, али је показао да конвергира ка коначној граници мањој од 2. Ојлер је био први који је пронашао границу овог реда 1737. Бернули је такође проучавао експоненцијални ред који је произашао из испитивања сложеног интереса.
У мају 1690. у раду објављеном у Acta Eruditorum, Јакоб Бернули је показао да је проблем одређивања изохроне криве еквивалентан решавању нелинеарне диференцијалне једначине првог реда. Изохрона, или крива константног спуштања, је крива дуж које ће се честица под гравитацијом спустити од било које тачке до дна за потпуно исто време, без обзира на почетну тачку. Проучавали су је Хајгенс 1687. и Лајбниц 1689. Након што је пронашао диференцијалну једначину, Бернули ју је решио оним што се сада назива раздвајањем променљивих. Рад Јакоба Бернулија из 1690. године важан је за историју калкулуса, пошто се појам интеграл први пут појављује са својим интеграционим значењем. Године 1696. Бернули је решио једначину, која се сада зове Бернулијева диференцијална једначина,
{\displaystyle y'=p(x)y+q(x)y^{n}.}
Јакоб Бернули је такође открио општи метод за одређивање еволуције криве као омотача њених кругова закривљености. Такође је истраживао каустичне криве, а посебно је проучавао ове повезане криве параболе, логаритамске спирале и епициклоиде око 1692. Бернулијеву лемнискату је први осмислио Јакоб Бернулли 1694. Године 1695, истраживао је проблем покретног моста који тражи криву тако да тег који клизи дуж сајле увек одржава покретни мост у равнотежи.

## Откриће математичке константе
Године 1683, Бернули је открио константу  проучавајући питање о сложеној камати које је од њега захтевало да пронађе вредност следећег израза (који је заправо e):
{\displaystyle \lim _{n\to \infty }\left(1+{\frac {1}{n}}\right)^{n}}
Један пример је рачун који почиње са $1,00 и плаћа 100 посто камате годишње. Ако се камата кредитира једном, на крају године, вредност је $2,00; али ако се камата израчунава и додаје два пута у години, $1 долар се множи са 1,5 двапут, дајући 1,00×1,5² = 2,25 долара. Обједињавање кварталних приноса $1,00×1,254 = $2,4414..., а комбиновање месечних приноса даје $1,00×(1.0833...)12 = $2,613035....
Бернули је приметио да се ова секвенца приближава граници (сила интереса) за више и мање интервале слагања. Обједињавање недељних приноса даје $2,692597 ..., док се обједињавањем дневно дабија $2,714567 ..., само два цента више. Користећи n као број интервала слагања, са каматом од 100% / n у сваком интервалу, граница за велико n је број који је Ојлер касније назвао e; уз континуирано комбиновање, вредност рачуна ће достићи $2,7182818 ... Уопштено говорећи, рачун који почиње од $1 и доноси (1+R) долара по сложеној камати, донеће eR доларе уз континуирано комбиновање.

## Споменик
Бернули је желео логаритамску спиралу и мото Eadem mutata resurgo ("Иако промењен, поново устајем исти") да буде угравирано на његовом надгробном споменику. Он је написао да се себи слична спирала „може користити као симбол, било снаге и постојаности у невољи, или људског тела, које ће после свих промена, чак и после смрти, бити враћено у своје тачно и савршено ја." Бернули је умро 1705. године, али је угравирана Архимедова спирала, а не логаритамска.

## Радови
- Conamen novi systematis cometarum (на језику: латински). Amstelaedami: apud Henr. Wetstenium. 1682. (title roughly translates as "A new hypothesis for the system of comets".)
- De gravitate aetheris (на језику: латински). Amstelaedami: apud Henricum Wetstenium. 1683.
- Ars conjectandi, opus posthumum, Basileae, impensis Thurnisiorum Fratrum, 1713.
- Opera (на језику: латински). 1. Genève: heritiers Cramer & frères Philibert. 1744.
  - Opera (на језику: латински). 2. Genève: heritiers Cramer & frères Philibert. 1744.

- De gravitate aetheris, 1683
- Opera, vol 1, 1744